# Alaraz
Alaraz è un comune spagnolo di 638 abitanti situato nella comunità autonoma di Castiglia e León.